# Bichon

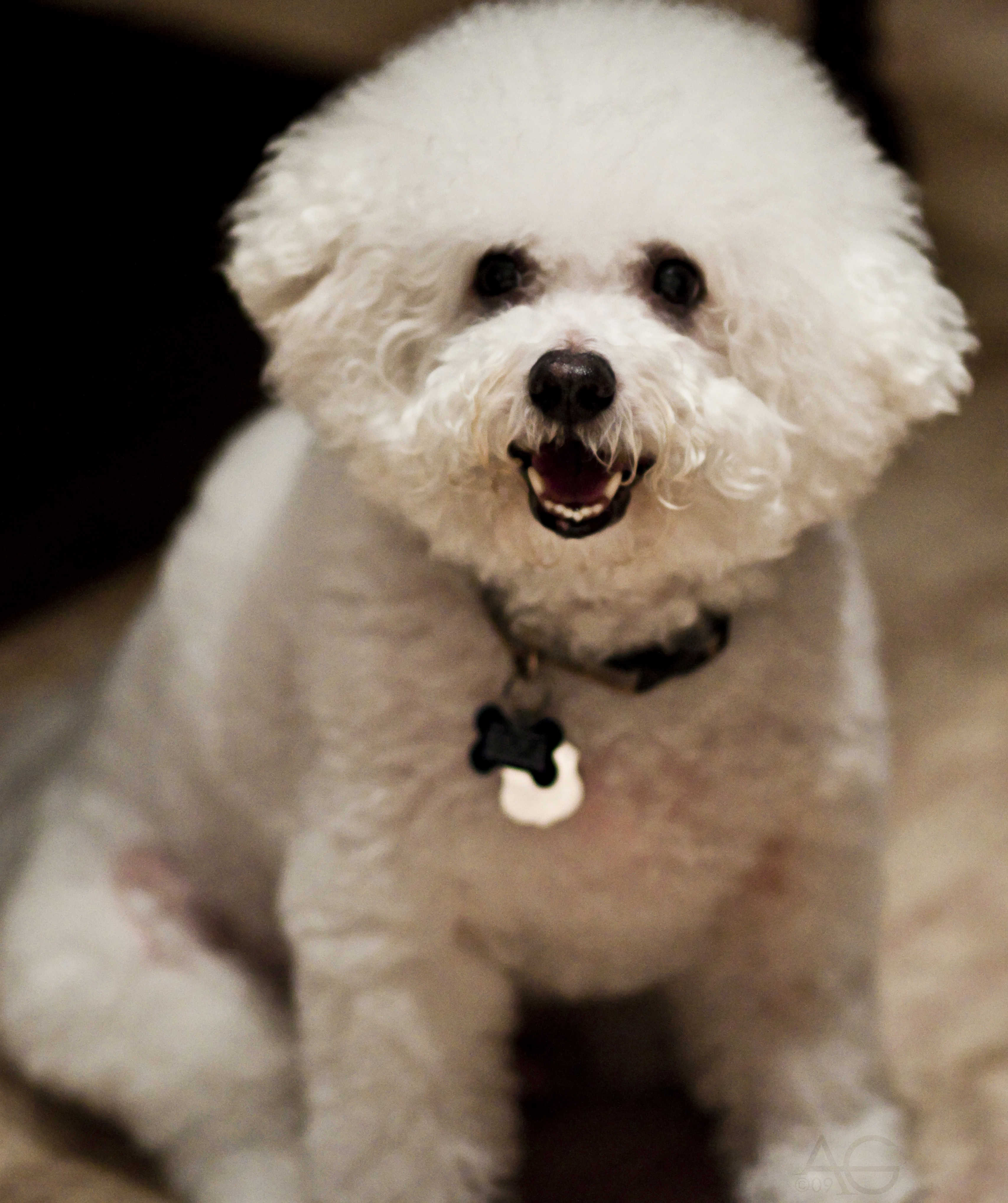
Bichon frisé

Bichon är flera besläktade dvärghundsraser som enligt den internationella kennelfederationen Fédération Cynologique Internationales (FCI) indelning räknas till grupp 9 sällskapshundar, sektion 1 bichon och närstående raser. De anses ha avlats fram ur korsningar mellan malteser och pudel / barbet. Namnet bichon är kortform av barbichon (liten barbet).

## Raser
- Bichon frisé
- Bichon havanais (Bichon Havanese)
- Bolognese (Bichon Bolognese)
- Coton de tuléar
- Löwchen (Bichon Petit Chien Lion)
- Malteser (Bichon Maltais)
- Russkaja tsvetnaja bolonka (Bolonka)

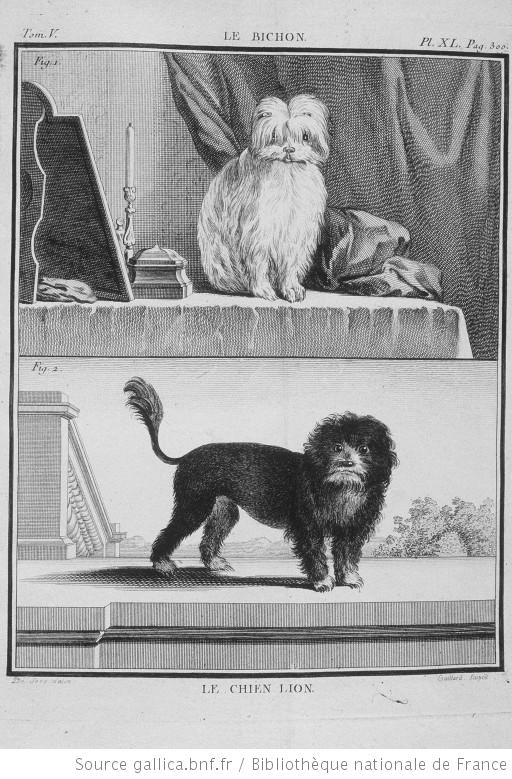
En bichon och en lejonhund från Georges-Louis Leclerc de Buffons (1707-1788) stora naturalhistoria från mitten av 1700-talet.
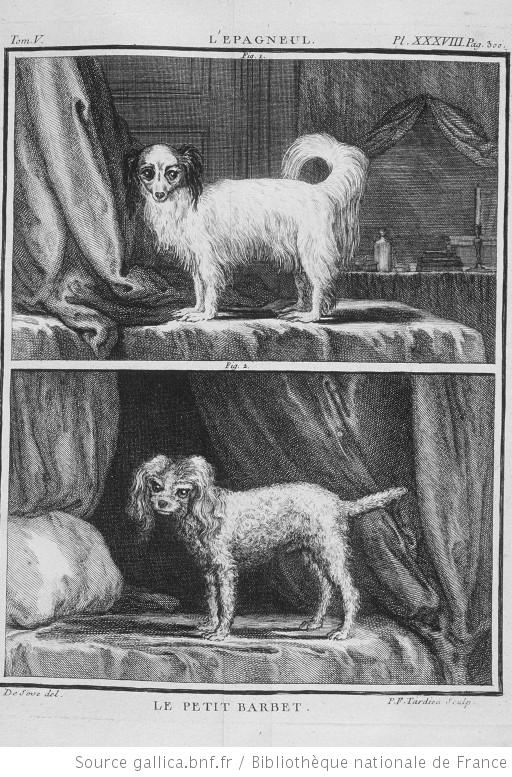
Två små barbet (barbichoner) från samma bok.